# مارجوكس شاتلير
مارجوكس شاتلير (بالفرنسية: Margaux Chatelier)‏ هي ممثلة فرنسية، ولدت في 21 مارس 1990 ببروج في بلجيكا.

## وصلات خارجية
- مارجوكس شاتلير على موقع IMDb (الإنجليزية)
- مارجوكس شاتلير على موقع ألو سيني (الفرنسية)
- مارجوكس شاتلير على موقع أول موفي (الإنجليزية)
- مارجوكس شاتلير على موقع قاعدة بيانات الفيلم (الإنجليزية)
- مارجوكس شاتلير على موقع كينوبويسك (الروسية)